# Epic Victory
Epic Victory je enomotorni petsedežni zelo lahek reaktivec ameriškega proizvajalca Epic Aircraft iz Oregona, ZDA. Podjetje Epic so zaprli leta 2009, njegovo lastnino sta kupila Aviation Industry Corporation of China in LT Builders Groups. Možen je tudi ponoven zagon proizvodne linije.
Na testianju so uporabljali motor Williams FJ33, za serijska letala pa naj bi se uporabljal Pratt & Whitney Canada PW600. Nakupna cena naj bi bila okrog 1 milijon ameriških dolarjev. 

## Specifikacije
- Posadka: 1
- Kapaciteta: 3 do 4 potniki
- Dolžina: 33 ft 5 in (10,19 m)
- Razpon kril: 36 ft 4 in (11,08 m)
- Višina: 10 ft 8½ in (3,26 m)
- Prazna teža: 2700 lb (1225 kg)
- Gros teža: 5500 lb (2495 kg)

- Maks. hitrost: 368 mph (592 km/h)
- Potovalna hitrost: 288 mph (463 km/h)
- Dolet: 1380 milj (2222 km)
- Višina leta (servisna): 28000 ft (8537 m)